# José Balbuena
José Balbuena Rodríguez (Lima, 13 février 1918 – Santiago, 22 juillet 2009) est un footballeur péruvien naturalisé chilien qui évoluait en attaque.

## Biographie
José Balbuena fait ses débuts à l'Universitario de Deportes en 1936. Deux ans plus tard, il s'octroie le championnat du Pérou 1938 avec le Deportivo Municipal, le premier titre de ce club.
En 1939, il s'expatrie au Chili, pays où il réalise l'essentiel de sa carrière, notamment à l'Universidad de Chile où il marque 47 buts en 168 rencontres jusqu'en 1950. Avec l'Universidad de Chile, il remporte le premier championnat du club en 1940.
En 1943, il est mis à l'essai par le Boca Juniors d'Argentine mais n'y est pas retenu (seulement deux matchs amicaux).
Naturalisé chilien en 1945, il est convoqué en équipe du Chili afin de disputer le championnat sud-américain de 1947 en Équateur et ne joue qu'une seule rencontre sous le maillot du Chili le 11 décembre 1947 contre l'équipe du pays hôte (victoire 3-0).

## Palmarès
| Deportivo Municipal - Championnat du Pérou (1) : - Champion : 1938. |  | Universidad de Chile - Championnat du Chili (1) : - Champion : 1940. |